# Sowolanska Bistrica
Sowolanska Bistrica (także Gyrleniszka Bistrica, Gyrlanska Bistrica, Sowołsztica; bułg. Соволянска Бистрица, Гърленишка Бистрица, Гърлянска Бистрица, Соволищица) – rzeka w południowo-zachodniej Bułgarii, prawy dopływ Strumy w zlewisku Morza Egejskiego. Długość – 51 km.
Źródła Sowolanskiej Bistricy znajdują się pod szczytem Rujen w łańcuchu górskim Osogowska Płanina na granicy bułgarsko-macedońskiej. Rzeka płynie na północ, po czym przed barierą gór Czudinska płanina skręca na wschód i tworzy przełom między tym masywem a górami Lisec. Wpływa do kotliny Kjustendiłu i kilka kilometrów na północ od tego miasta uchodzi do Strumy.